# Anthony Adverse

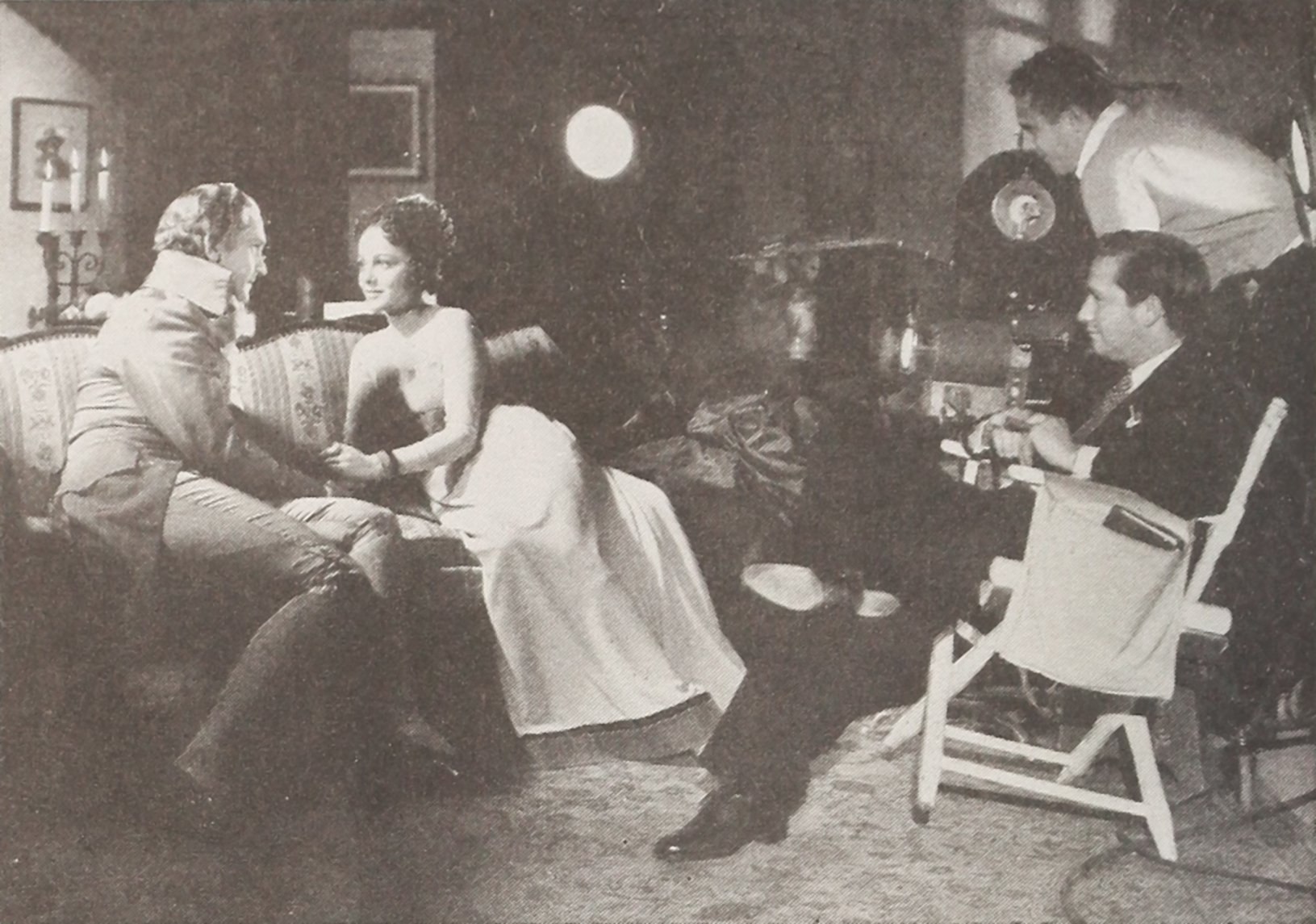
Fotografia del rodatge de la pel·lícula. El director Mervyn LeRoy (assegut) dirigeix una escena de Fredric March i Olivia de Havilland. Darrera seu, a la càmera hi ha Tony Gaudio

Anthony Adverse és una pel·lícula d’època dirigida per Mervyn LeRoy i protagonitzada per Fredric March i Olivia de Havilland. Basada en la novel·la homònima de Hervey Allen adaptada per Sheridan Gibney, es va estrenar el 29 d’agost de 1936. Guanyà els Oscar a la millor actriu secundària, a la millor banda sonora, a la millor fotografia i al millor muntatge en la gala dels Premis Oscar de 1936 i fou nominada en tres categories més: a la millor pel·lícula, al millor ajudant de direcció i al millor disseny de producció.

## Argument
El 1775, Don Luis, un italià de la petita noblesa, s'ha casat amb la jove i bella Maria Bonnyfeather, però a causa de la mala salut, encara no han consumat el seu matrimoni. Mentre Don Luis, de mitjana edat, està fora per un tractament, Maria té una aventura amb l'atractiu Denis Moore i queda embarassada. Don Luis desafia a Denis a un duel quan descobreix la infidelitat de la Maria i el mata. Maria mor poc després al part. Don Luis abandona l'infant en un convent el dia de Sant Antoni per lo que en honor al sant, les germanes anomenen Antoni el nen. Deu anys més tard, el pare Xavier porta el nen com a aprenent a la Casa dels Bonnyfeather. Encara que Don Luis va dir a John Bonnyfeather que el seu net va morir juntament amb Maria, el comerciant reconeix els trets de la seva filla en l'orfe i li dona a Anthony el cognom Adverse en reconeixement de la seva vida difícil. Anthony es converteix en un empresari responsable i s'enamora d'Angela Guisseppi, la filla de la cuinera. Malgrat una separació, complicada per la invasió d'Itàlia per part de Napoleó, la parella es retroba i es casa. Poc després de la cerimònia Anthony ha de marxar cap a l'Havana per salvar la fortuna del seu benefactor. Com que la nota que deixa per a l'Àngela és emportada pel vent, ella no sap perquè ha desaparegut i segueix la seva carrera operística.
Anthony no aconsegueix ajudar en els interessos dels Bonnyfeather i marxa cap a l'Àfrica per dedicar-se al tràfic d'esclaus. Comprar i vendre vides humanes corromp Anthony, però es redimeix per la mort del generós germà François, a qui venera. Anthony retorna a Itàlia per trobar que John Bonnyfeather ha mort i que la seva intrigant ama de casa, Faith Paleologus, rebrà la fortuna de Bonnyfeather si Anthony no arriba abans a París per reclamar la seva herència. De camí cap a París, Faith i Don Luis, que han estat conspirant junts, intenten assassinar Anthony però no ho aconsegueixen. Un cop a la ciutat, Anthony es retroba amb el seu amic, Vincent Nolte, que ara és un destacat banquer a punt de fer fallida. Com que ja no li interessa la riquesa, Anthony ofereix la seva fortuna a Vincent i continua la seva recerca d'Àngela. Amb l'ajuda de l'empresari d’òpera Debrulle, Anthony no només troba l'Àngela sinó que també descobreix que té un fill. Àngela admet que encara canta, però no confessa que ara és coneguda com Mlle. Georges, l’amant de Napoleó. Anthony descobreix la seva nova identitat quan la veu actuar i decideix marxar a Amèrica a la recerca d'una nova vida. Àngela és lleial a l'emperador però envia el fill a Amèrica amb el seu pare.

## Repartiment
- Fredric March (Anthony Adverse)
- Olivia de Havilland (Angela Guisseppi)
- Donald Woods (Vincent Nolte)
- Anita Louise (Maria)
- Edmund Gwenn (John Bonnyfeather)
- Claude Rains (Marquis Don Luis)
- Rollo Lloyd (Napoleó Bonaparte)
- Louis Hayward (Denis Moore)
- Gale Sondergaard (Faith Paleologus)
- Steffi Duna (Neleta)
- Billy Mauch (Anthony Adverse als 10 anys)
- Akim Tamiroff (Carlo Cibo)
- Ralph Morgan (Debrulle)
- Henry O'Neill (pare Xavier)
- Pedro de Cordoba (germà François)
- Alma Lloyd (Florence Udney adulta)
- Marilyn Knowlden (Florence Udney de nena)
- Anne Howard (Angela de nena)

## Premis i nominacions
| Categoria                   | Nominats                                               | Resultat  |
| --------------------------- | ------------------------------------------------------ | --------- |
| Millor actriu secundària    | Gale Sondergaard                                       | Guanyador |
| Millor banda sonora         | Warner Bros. Studio Music Department, Leo F. Forbstein | Guanyador |
| Millor fotografia           | Gaetano Gaudio                                         | Guanyador |
| millor ajudant de direcció  | William Cannon                                         | Nominat   |
| millor pel·lícula           | Warner Bros.                                           | Nominat   |
| millor disseny de producció | Anton Grot                                             | Nominat   |
| millor muntatge             | Ralph Dawson                                           | Guanyador |